# Harris, Yttre Hebriderna
Harris (skotsk gaeliska Na Hearadh) utgör den södra delen av den största ön, Lewis and Harris, i Yttre Hebriderna i Skottland. Den norra delen av ön kallas Lewis. Den största orten på Harris är Tarbert. Harris har en area av drygt 400 km². Vid folkräkningen 2001 hade Harris 3 601 invånare.
Harris är känt för sin produktion av ylletyg, känt under namnet Harris Tweed.